# Sverre Ingolf Haugli
Sverre Ingolf Haugli, född 23 april 1925, död 18 oktober 1986, var en norsk skridskoåkare.
Haugli blev olympisk bronsmedaljör på 5 000 meter vid vinterspelen 1952 i Oslo.